# لاوتراخ (وورتمبرگ)
لاوتراخ (به آلمانی: Lauterach) یک شهر در آلمان است که در الب-دانو-کریس واقع شده‌است.